# Nykøbing Falster
Nykøbing Falster es una ciudad del sur de Dinamarca situada en el occidente de la isla de Falster, junto al Guldborgsund, el estrecho que separa a ésta de Lolland. Nykøbing Falster es la mayor localidad de la isla, incluyendo poblaciones satélites. Es también la capital administrativa del municipio de Guldborgsund.
A las afueras de la ciudad se encuentra el El Centro de la Edad Media que es un museo al aire libre con el fundíbulo más grande del mundo.

## Historia
La ciudad es citada en la historia desde el siglo XIII como Nykoping. Su nombre significa "lugar comercial nuevo". Posteriormente se le añadiría el nombre de Falster para distinguirla de otras localidades con el mismo nombre. 
Por ser un punto natural de cruce entre Lolland y Falster, pronto despuntó como un sitio de comercio. Junto al núcleo de población existió un castillo originalmente erigido como protección contra los piratas wendos. Nykøbing Falster fue atacada en 1253 por la ciudad hanseática de Lübeck, y en 1287 por Stig Andersen Hvide. En el castillo de Nykøbing residieron varios reyes a lo largo de la historia, lo que impulsó decisivamente el comercio, la artesanía y la navegación en la ciudad. Nykøbing Falster se desempeñaba como una ciudad comercial (købstad) por lo menos desde el siglo XIV, aunque no se sabe cuándo recibió sus primeros privilegios. Erico de Pomerania fundó un monasterio franciscano en 1419. La iglesia de ese monasterio, construida en estilo gótico, fue transformada en iglesia parroquial luterana en 1532. 
Nykøbing Falster fue ocupada por el rey Carlos X Gustavo de Suecia durante la Guerra sueco-danesa de 1657-1658. El castillo, que tras la reforma protestante había sido residencia de reinas viudas (ahí vivieron Sofía de Pomerania, Sofía de Mecklemburgo-Schwerin y Carlota Amalia de Hesse-Kassel), dejó de pertenecer a la casa real en 1767, y poco después fue desmantelado. Con ello, la época dorada de Nykøbing Falster llegó a su fin y su economía se estancó durante el resto del siglo XVIII. En el período inmediato la ciudad fue conocida sobre todo por sus destilerías de brændevin. 
A principios del siglo XIX comenzó una nueva era de progreso para Nykøbing Falster, con la ampliación y modernización de su puerto. Se comenzaron a establecer industrias, destacando la del tabaco en 1835, a la que le seguirían la siderurgia, maquinaria, azúcar y cárnicos. En 1867 se canceló la ruta de transbordadores en el Guldborgsund debido a la inauguración del puente de Cristián IX. El ferrocarril llegó en 1872 y en 1875 se construyó un puente ferroviario para llevar el tren a Lolland. Con la mejoría de las comunicaciones y el peso de las actividades industriales, la población de la ciudad creció rápidamente en los finales del siglo XIX, situación que se prolongó hasta el siglo siguiente. En 1850 la ciudad contaba con tan sólo 2.000 habitantes aproximadamente; en 1901, 7.000, y en la década de 1960 había alcanzado la cifra de 20.000. 
En 1963 se inauguró el puente Federico IX, con carriles tanto para el tráfico de trenes como de automóviles, en sustitución de los dos puentes más viejos, que fueron demolidos. La transición, iniciada en los años 1970, de una sociedad industrial a una de servicios, repercutió negativamente en la población de Nykøbing Falster, que trabajaba principalmente en la industria y la artesanía. Hubo una contracción demográfica hasta llegar a 16.000 habitantes a mediados de los años 1990. A principios del siglo XXI, Nykøbing Falster es una ciudad turística y de servicios, y su población se ha estabilizado. La inauguración de nuevos centros de enseñanza y la designación en 2007 como capital del nuevo municipio de Guldborsund le ha dado un nuevo impulso a la ciudad.

## Demografía
| Gráfica de evolución de Nykøbing Falster entre 1801 y 2020 |
|                                                            |